# Richard E. Grant
Richard E. Grant (tên khai sinh: Richard Grant Esterhuysen, sinh ngày 5/51957) là nam diễn viên người Anh Quốc. Vai diễn điện ảnh đầu tiên của ông là vai Withnail trong Withnail and I (1987). Một số phim khác của Richard có thể kể đến như là: How to Get Ahead in Advertising (1989), Hudson Hawk (1991), The Player (1992), Bram Stoker's Dracula (1992), The Age of Innocence (1993), Spice World (1997), Gosford Park (2001), The Iron Lady (2011) và Logan (2017). Năm 2019, ông tham gia trong phim Star Wars: The Rise of Skywalker.
Ông từng được đề cử giải Oscar cho nam diễn viên phụ xuất sắc nhất với vai Jack Hock trong Can You Ever Forgive Me? (2018).

## Đời tư
Grant kết hôn với giảng viên thanh nhạc Joan Washington năm 1986, hai người sinh được một con gái là Olivia.
Vào tháng 10/2008, ông từng chia sẻ với tạp chí The Times rằng mình là người theo chủ nghĩa vô thần.

## Hoạt động nghệ thuật

### Điện ảnh
| Năm  | Tên phim                      | Vai diễn               | Ghi chú    |
| ---- | ----------------------------- | ---------------------- | ---------- |
| 2011 | The Iron Lady                 | Michael Heseltine      |            |
| 2017 | Logan: Người sói              | Zander Rice            |            |
| 2018 | Can You Ever Forgive Me?      | Jack Hock              |            |
| 2019 | Star Wars: Skywalker trỗi dậy | Tướng Trung quân Pryde |            |
| 2021 | Earwig and the Witch          | Mandrake               | Lồng tiếng |

### Truyền hình
| Năm  | Tên phim | Vai diễn     | Ghi chú |
| ---- | -------- | ------------ | ------- |
| 2021 | Loki     | Classic Loki |         |